# Регаме, Константин Рудольфович
Константин-Казимир Рудольфович Регаме́ (пол. Konstanty Kazimierz Regamey; 23 июня 1879, Жмеринка — 20 января 1938, Киев) — украинский пианист и музыкальный педагог польского происхождения.
Родился в семье выходцев из Швейцарии. Дед, Людвиг Рудольфович Регаме (1817—1900), и дядя, Казимир Людвигович (1859—1907), были учителями французского языка в Первой киевской гимназии. После смерти отца в 1891 году воспитывался у родственников в Одессе. Окончил Санкт-Петербургскую консерваторию, ученик Анны Есиповой; брал также уроки композиции у Рейнгольда Глиэра. В студенческие годы женился на Лидии Славич, также изучавшей музыку.
По возвращении в Киев вместе с женой вёл педагогическую работу, сперва в музыкальной школе Николая Тутковского, а затем основав собственную музыкальную школу, наиболее длительное время работавшую в нынешнем доме 32А по Пушкинской улице (среди учеников Регаме и Славич, в частности, дирижёр Ольгерд Страшиньский). Выступал также как пианист, в том числе с собственными салонными пьесами; вальс «Тихий уголок» был опубликован.
В 1919 году расстался с женой, уехавшей в Польшу, и на время военных действий на территории Украины перебрался в Таганрог. В 1922 году вернулся в Киев, преподавал фортепиано в Музыкально-драматическом институте имени Н. В. Лысенко. Концертировал преимущественно как аккомпаниатор, в том числе с Михаилом Бочаровым, Дмитрием Ревуцким; в 1927—1932 гг. участвовал в программе радиоконцертов под руководством Льва Ревуцкого. После закрытия Института имени Лысенко с 1934 года преподавал в Киевской консерватории.
В 1936 году организовал в Киеве Государственный ансамбль польской народной песни и танца УССР; в репертуар ансамбля входили народные песни в обработке Регаме, как минимум шесть из них были в 1937 году записаны и выпущены Ногинским заводом грампластинок. В том же году ряд участников ансамбля во главе с самим Регаме были арестованы НКВД за шпионаж; 12 января 1938 года приговорён к высшей мере наказания.
Брат — польский и французский культурный деятель Людвик Регаме (1877—1967). Сын — музыковед, композитор и филолог Константин Регамей; от второго брака дочь Светлана.
В качестве персонажа появляется в романе Алексея Никитина «Маджонг» (2012).